# Памела Кели
Памела Кели (на английски: Pamela M. Kelley) е американска журналистка и кулинарна блогърка, и писателка на произведения в жанра социална драма, любовен роман и трилър.

## Биография и творчество
Памела Кели е родена в Уейкфийлд, Масачузетс, САЩ. От малка е запалена читателка на романтична литература и трилъри.
След дипломирането си работи като журналистка и кулинарна блогърка.
Първият ѝ любовен роман „Шест месеца в Монтана“ от поредицата „Монтана Сюит“ е издаден през 2013 г. Вторият ѝ роман, трилърът „Доверие“ от поредицата „Мистерията на Уейвърли Бийч“, е издаден през 2014 г. И двете книги включват малко акцент върху храната и рецепти. И двете книги стават бестселъри в списъците на „Ю Ес Ей Тъдей“ „Уолстрийт Джърнъл“, и я правят известна.
Памела Кели живее в крайморския град Плимут, Масачузетс.

## Произведения

### Самостоятелни романи
- Nashville Dreams (2018)[1][2][3]
- The Hotel (2021)
Хотелът на Алвин, изд.: ИК „Кръгозор“, София (2023), прев. Божидарка Чобалигова
- Gilded Girl (2022)
- The Bookshop by the Bay (2023)
Книжарничката в залива, изд.: ИК „Кръгозор“, София (2023), прев. Божидарка Чобалигова
- The Fifth Avenue Apartment (2023)
- The Seaside Sisters (2024)

### Поредица „Монтана Сюит“ (Montana Sweet Western Romance)
1. Six Months in Montana (2013)[1][2][3]
2. Mistletoe in Montana (2014)
3. Mischief in Montana (2014)
4. Match-Making in Montana (2014)
5. Winter In Ireland (2016)

### Поредица „Мистерията на Уейвърли Бийч“ (Waverly Beach Mystery)
1. Trust (2014)[1][2]
2. Motive (2015)

### Поредица „Плажът на Нантъкет Плъм Коув“ (Nantucket Beach Plum Cove)
1. The Nantucket Inn (2019)[1][2]
2. Nantucket Neighbors (2019)
3. Nantucket White Christmas (2019)
4. A Nantucket Affair (2020)
5. Nantucket Weddings (2020)
6. Nantucket Threads (2021)
7. Nantucket News (2021)
8. Nantucket Homes (2023)

### Поредица „Ресторант Нантакет“ (Nantucket Restaurant)
1. The Restaurant (2020)[1][2]
2. Christmas at the Restaurant (2020)
Коледа в ресторанта на Роуз, изд.: ИК „Кръгозор“, София (2022), прев. Божидарка Чобалигова

### Поредица „Съдебни улични разследвания“ (Court Street Investigations)
1. Plymouth Undercover (2021)[1]

### Участие в общи серии с други писатели

#### Поредица „Ранчото на Ривърс Енд“ (River's End Ranch)
2. Veterinarian's Vacation (2016)
7. Charming Chef (2016)
12. Cute Cowboy (2017)
17. Merry Manager (2017)
22. Bernie's Birthday (2017)
27. Missing Melissa (2017)
32. Jingle-Bell Jam (2017)
37. Christmas Catch-Up II (2017)
42. Billionaire's Baby (2018)
47. Teasing Tammy (2018)
51. Romancing Rachel (2018)
55. Make-Believe Marriage (2018)
61. Christmas Catch-Up VII (2018)
от поредицата има още над 60 романа от различни автори

#### Поредица „Ранчото Куин Вали“ (Quinn Valley Ranch)
2. Ryder Revisited (2018)
14. Calling Charlie (2019)
26. Hannah's Home (2019)
от поредицата има още 25 романа от различни автори

### Новели
- The Wedding Photo (2018)[1]